# Soiuz 18a
Soiuz 18a (rus: Союз 18a, Unió 18a) (també anomenat Soiuz 18-1 i Anomalia del 5 d'abril) va ser un llançament sense èxit d'una nau espacial Soiuz tripulada de la Unió Soviètica en 1975. La missió tenia com a objectiu acoblar-se amb l'estació espacial Saliut 4, no obstant un error amb el vehicle de llançament Soiuz va fer que la tripulació no arribés a l'òrbita. La tripulació estava formada pel comandant Vassili Làzarev, un comandant de les Forces Aèries, i l'enginyer de vol Oleg Màkarov, un civil. La tripulació, que inicialment va témer el pitjor, van aterrar a la Xina, on van ser recuperats amb èxit.
L'accident va romandre en secret pels soviètics, ja que es va produir durant els preparatius de la missió conjunta del Programa de Proves Apollo-Soiuz amb els Estats Units que va ocórrer tres mesos després. Mentre que Làzarev mai no va volar a l'espai altre cop i no es va poder recuperar completament de l'accident, Màkarov va realitzar dos vols més amb un Soiuz (ambdós a l'estació espacial Saliut 6).

## Tripulació
| Posició         | Cosmonauta                         | Cosmonauta                         |
| --------------- | ---------------------------------- | ---------------------------------- |
| Comandant       | Vassili Làzarev Segon vol espacial | Vassili Làzarev Segon vol espacial |
| Enginyer de vol | Oleg Màkarov Segon vol espacial    | Oleg Màkarov Segon vol espacial    |

### Tripulació de reserva
| Posició         | Cosmonauta          | Cosmonauta          |
| --------------- | ------------------- | ------------------- |
| Comandant       | Piotr Klimuk        | Piotr Klimuk        |
| Enginyer de vol | Vitaliy Sevastyanov | Vitaliy Sevastyanov |

## Paràmetres de la missió
- Massa: 6830 kg
- Apogeu: 192 km